# أورتشارد سيتي (كولورادو)
أورتشارد سيتي (بالإنجليزية: Orchard City, Colorado)‏ هي بلدة تقع في مقاطعة دلتا بولاية كولورادو في الولايات المتحدة. تبلغ مساحتها 29.5 (كم²)، وترتفع عن سطح البحر 1660 م، بلغ عدد سكانها 2880 نسمة في عام 2000 حسب إحصاء مكتب تعداد الولايات المتحدة وتصل الكثافة السكانية فيها 97.6 نسمة/كم2.

## وصلات خارجية
- Town of Orchard City
- The US50 - Cities and Towns in Colorado State
- Colorado Cities and Towns, Facts, Map, Flag, Colleges, Government, and More